# Field of Legends
Das Field of Legends ist ein Baseballstadion in Kansas City, Kansas, Vereinigte Staaten. Im Stadion tragen die Kansas City Monarchs aus der American Association of Professional Baseball sowie Kansas City NWSL aus der National Women’s Soccer League ihre Heimspiele aus. Zuvor war es auch die Heimstätte der Kansas City Wizards (mittlerweile Sporting Kansas City) aus der Major League Soccer.

## Beschreibung

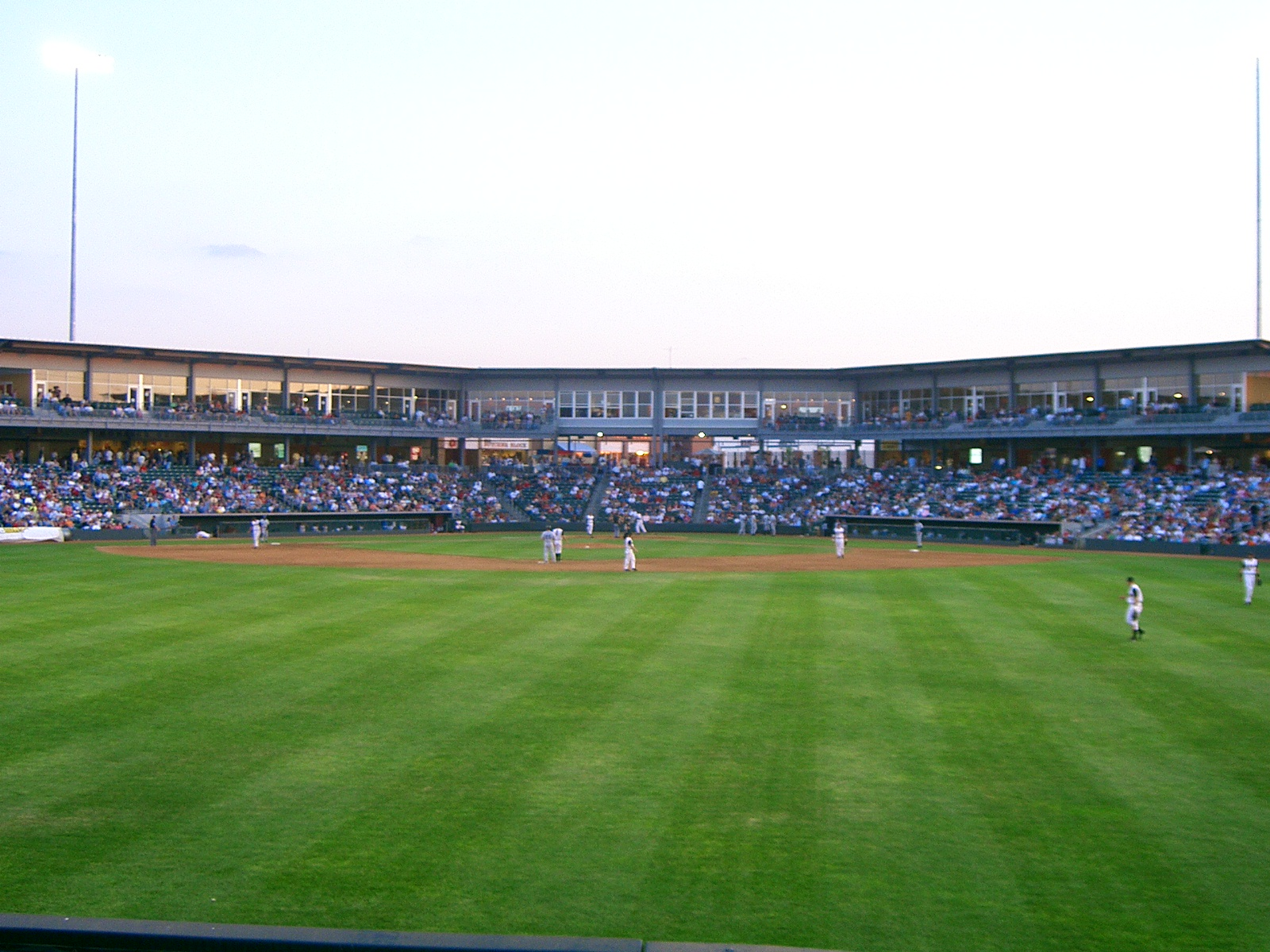
Blick vom Center Field

Das Stadion hieß ursprünglich „CommunityAmerica Ballpark“, benannt nach der CommunityAmerica Credit Union, einem Finanzinstitut aus Kansas City, das die Namensrechte von 2002 bis 2017 hielt. Die offizielle Größe des Stadions beträgt 91 Meter entlang der „left field line“, 121 Meter entlang der Mitte und 100 Meter entlang der „right field line“. Das Stadion hat 6.537 feste Sitzplätze.

## Geschichte
Der Bau begann am 4. September 2002 und wurde in nur neun Monaten beendet, sodass die Eröffnung am 6. Juni 2003 stattfinden konnte. Der Zuschauerrekord im Baseball betrug 10.345 Zuschauer am 23. Juni 2007. In der Major League Soccer lag der Rekord am 29. März 2008 bei 10.385 Zuschauern. Die Kansas City Wizards trugen während der Konstruktion des Children’s Mercy Park ihre Heimspiele im Stadion aus. Am 29. März 2008 fand das erste Spiel der Wizards mit einem 2:0-Sieg über D.C. United vor ausverkauften Rängen statt.
Vor dem Start der Saison 2008 wurden im Left field 2172 zusätzliche Sitzplätze geschaffen, die die ursprüngliche Zahl von 4365 Sitzplätzen auf 6537 erhöhte.
Am 3. Juni 2007 fand im Stadion ein Weltrekord statt, bei dem 1.683 Gitarristen den Deep-Purple-Song „Smoke on the Water“ spielten.
Am 20. November 2017 gaben die T-Bones bekannt, dass der Vertrag über die Namensrechte mit CommunityAmerica nicht verlängert und das Stadion vorerst „T-Bones Stadium“ heißen wird.
The Kansas City Star meldete im Dezember 2020, dass das neugegründete Fußballteam Kansas City NWSL seine Heimspiele im Stadion austragen wird.
Seit Januar 2021 trägt das Stadion den Namen „Field of Legends“, nachdem die T-Bones in Monarchs umbenannt wurden.

## Galerie

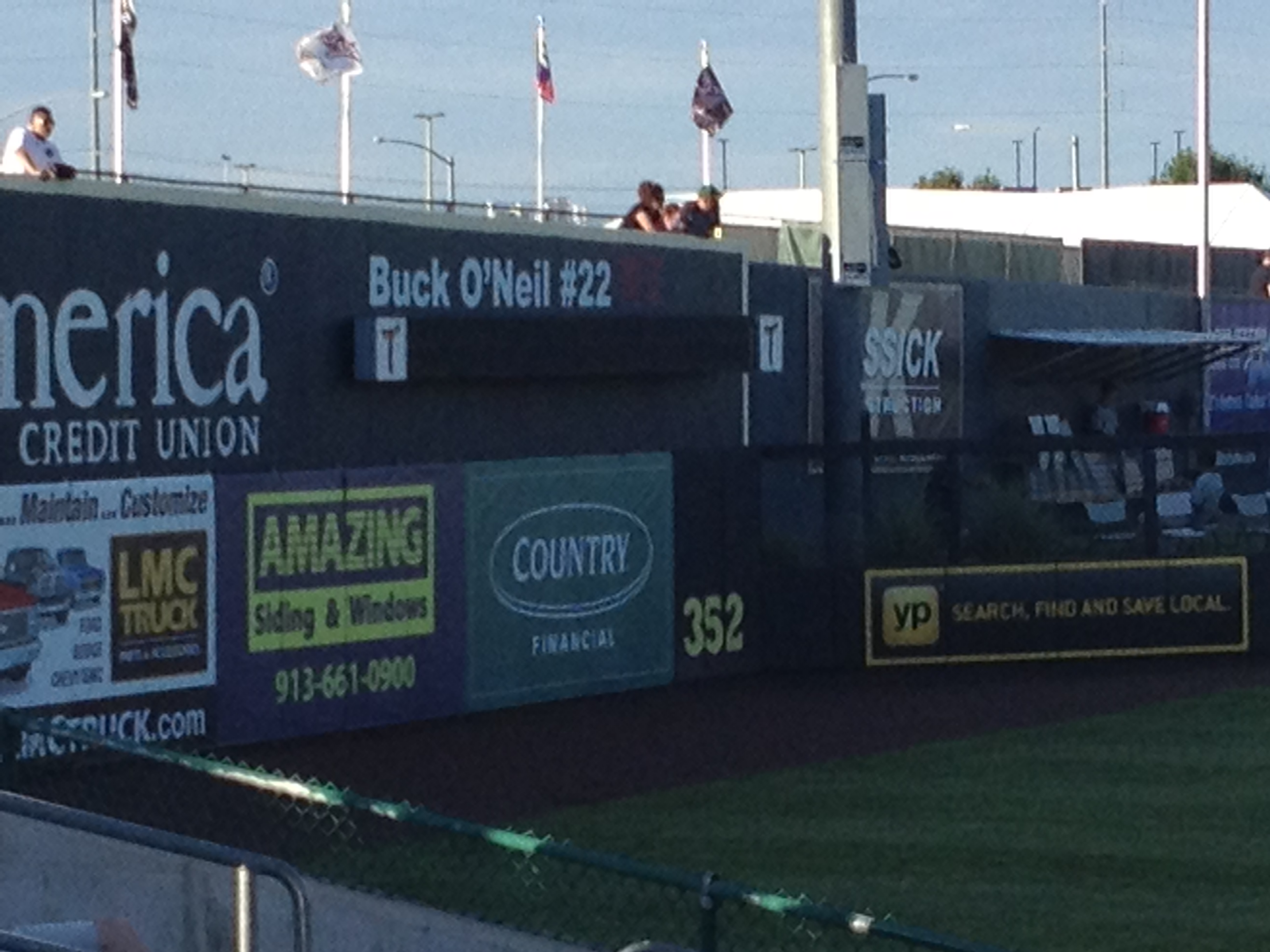
Mauer am Left field mit der nicht mehr vergebenen Nummer von Buck O’Neil
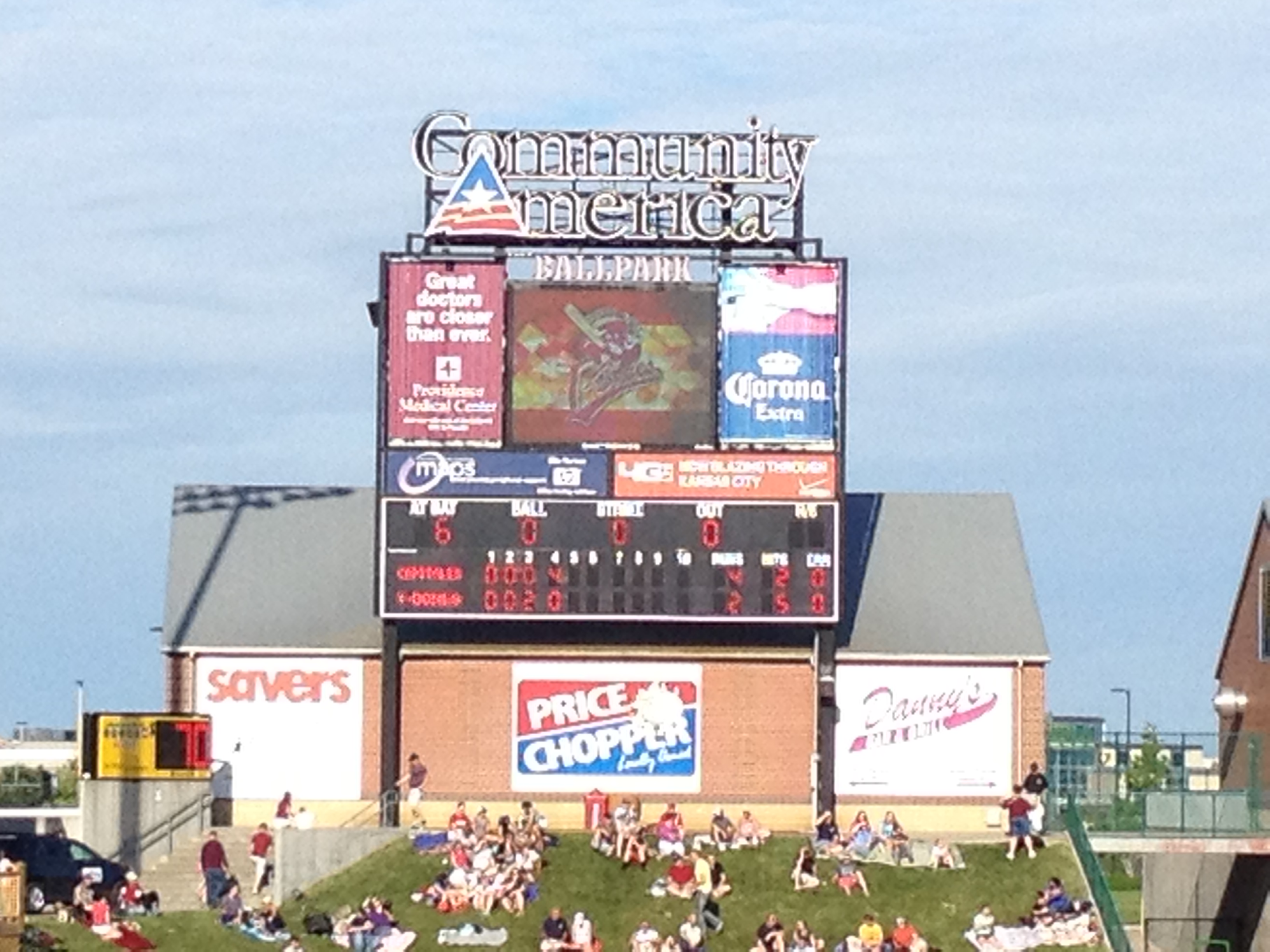
Anzeigetafel
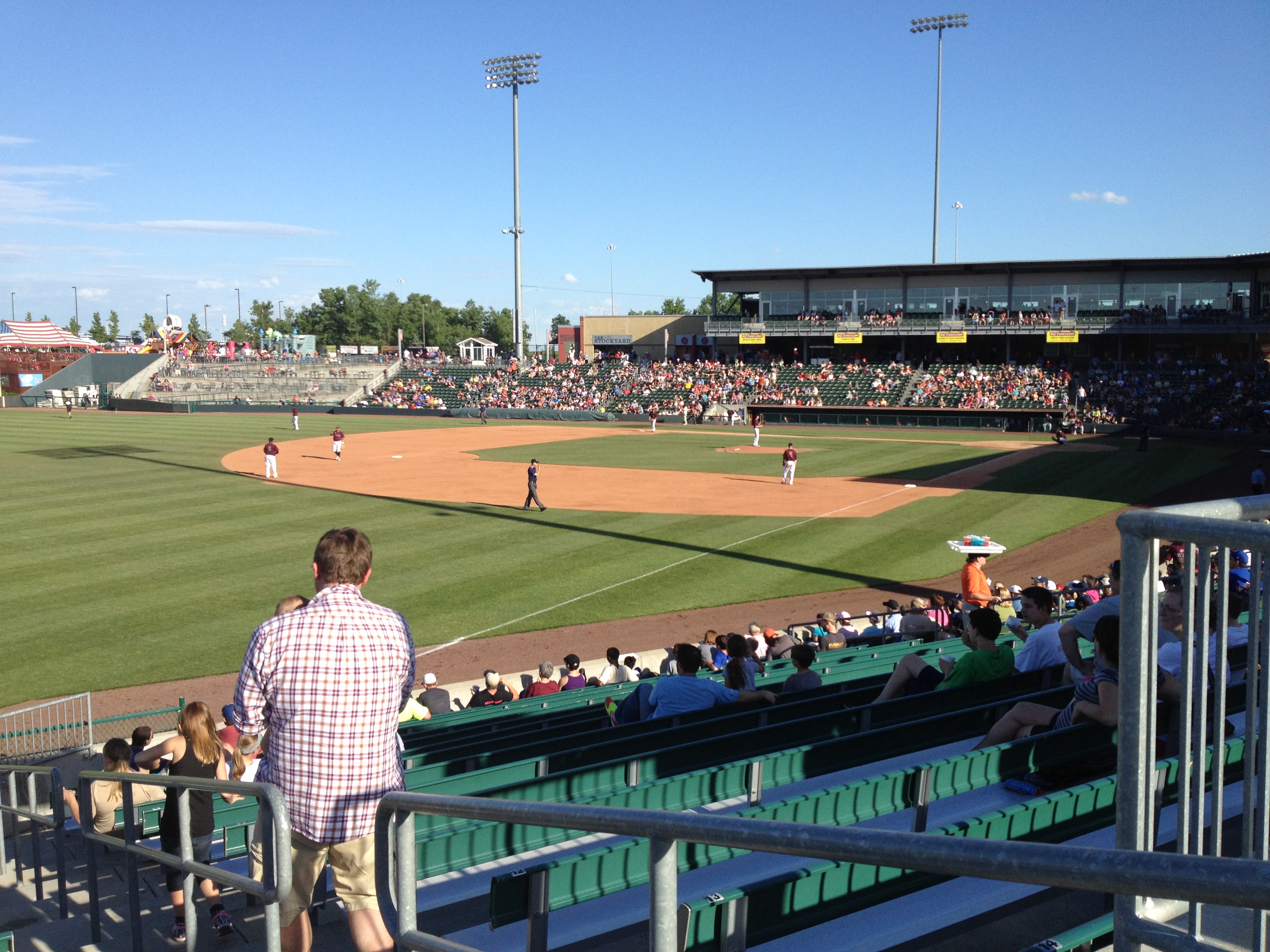
Blick vom Left field stand
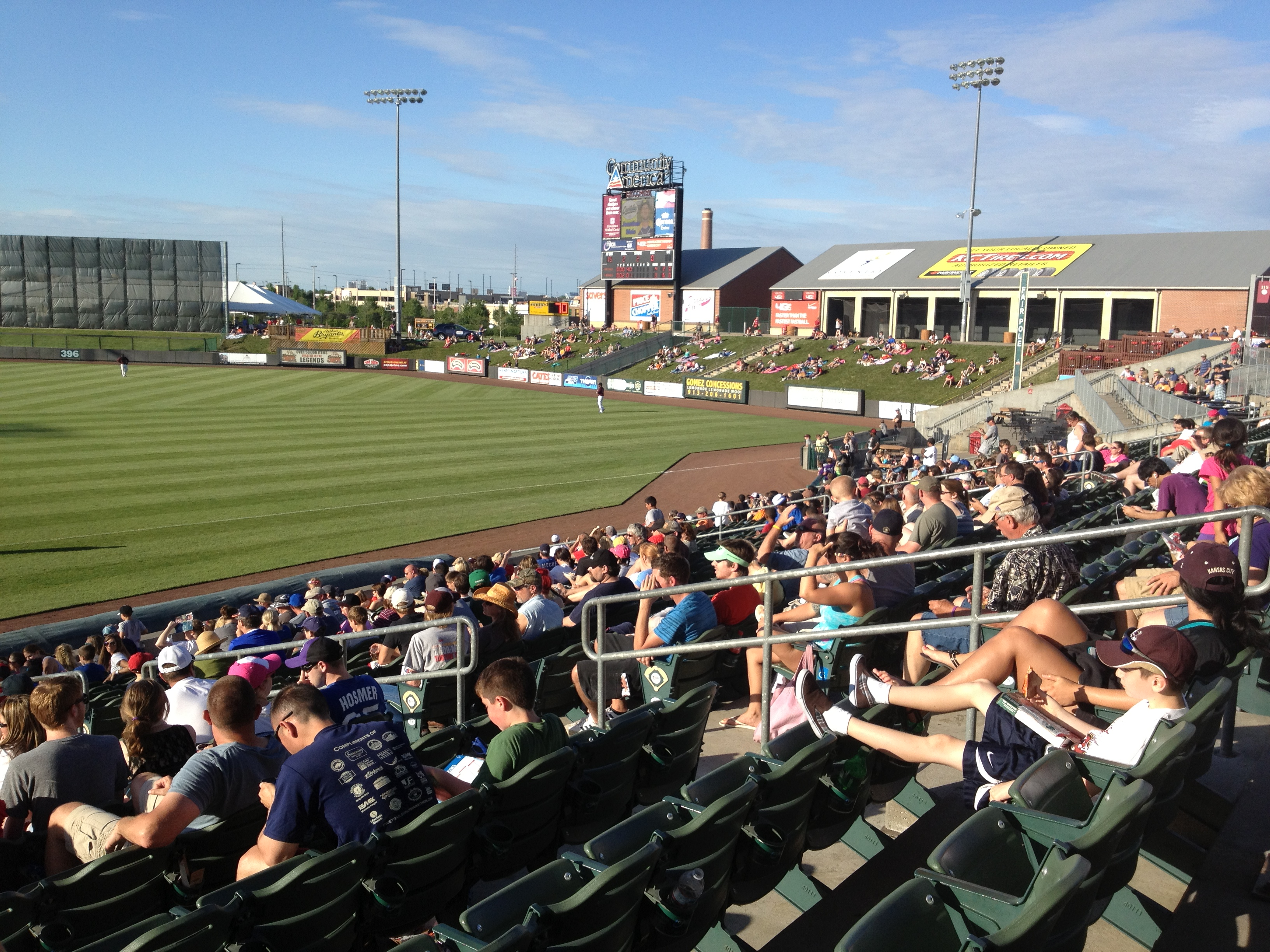
Blick vom Right sideline stand